# Aldicarb
Aldicarb es un plaguicida, perteneciente a la familia de los carbamatos, que controla a las poblaciones de insectos y nematodos. Su función principal es inhibir la actividad de la  colinesterasa en estos organismos bloqueando la descomposición de la acetilcolina en la sinapsis. Tiene actividad sistémica, es decir, es absorbido por las plantas y puede actuar sobre las plagas que ingieren el material vegetal. Es muy soluble en agua, lo que facilita su aplicación y movilidad dentro del suelo y las plantas.Aldicarb ha sido regulado dotándosele como un “Pesticida de uso restringido” por su alta toxicidad.

## Propiedades físicas y químicas

Estructura química

- Nombre químico: 2-Metil-2-(metiltio) propionaldehído-O-metilcarbamoiloxima.
- Fórmula química: C7H14N2O2S
- Estructura química:
- Peso molecular: 190.27
- Tipo de plaguicida: Insecticida y Nematicida.
- Clasificación: Carbamato.
- Uso: Agrícola.
- Nombre comercial para uso agrícola: Temik®.

Aldicarb es un producto químico que forma parte de los carbamatos. Científicamente recibe el nombre de 2-metil-2- (metiltio) propionaldehído O-metilcarbamoiloxima, y adquiere la apariencia de un sólido blanco cristalino, con un olor ligeramente sulfuroso. Su punto de fusión se encuentra alrededor de los 100 °C. La densidad relativa es de 1,1950 a 25 °C y en términos de solubilidad en agua es de 4,93g/L a 20 °C. Su presión de vapor es de 9,75x10^-5 mm Hg a 20 °C, y al quemarse forma gases tóxicos entre los que se destacan los óxidos de nitrógeno y los de azufre.

## Historia
El Aldicarb fue sintetizado por primera vez en 1965 por Payne y Weiden, siendo introducido en el mercado de insecticidas en 1970. Actualmente lo fabrica Bayer CropScience, aunque anteriormente la patente fue propiedad de Union Carbide, su primer productor. 
Pocos años después, en agosto de 1979, se descubrió que tenía una gran capacidad de contaminación del subsuelo, pues debido a la alta solubilidad en agua, los pozos de agua subterránea en el condado de Suffolk, Nueva York, se contaminaron con residuos de aldicarb proveniente de los regadíos de los campos de patatas cercanos. De los aproximadamente 8400 pozos analizados, el 13,5 % contenía más de 7 µg/L de aldicarb, superando los niveles de referencia de la OMS.[13]
En julio de 1985, el aldicarb presente en las sandías cultivadas en California provocó un brote de intoxicación alimentaria por pesticidas que afectó a más de 2000 personas y condujo a una prohibición temporal de las ventas de sandías.

## Usos
Aldicarb se utiliza como insectidida en entornos agrícolas y hortícolas, funcionando también como nematicida y acaricida. Ya sea con una intención u otra, se aplica en forma de gránulos solubles por debajo de la superficie del suelo. A continuación, los organismos absorben estos materiales que son solubles en agua y el plaguicida se mueve por el interior de todo el vegetal, matando a los diversos insectos que consumen esta flora. Tiene un amplio espectro de acción. Arañas rojas Tetranychus urticae, moscas blancas Aleyrodidae, nematodo agallador  Meloidogyne; son algunos ejemplos de actuación para el control de estas plagas en plantaciones de café, plátanos, fresas, cítricos, soja… 

## Toxicidad
Debido a su alta toxicidad solamente  puede ser manejado por el personal cualificado puede manipular los productos que tengan aldicarb en su composición. Los envases han de etiquetarse como “venenos”.
El aldicarb es un inhibidor de la colinesterasa de acción rápida que provoca una rápida acumulación de acetilcolina en la hendidura sináptica. La estructura del aldicarb es similar a la de la acetilcolina, por lo que mejora su unión a la acetilcolinesterasa en el cuerpo. Se utiliza ampliamente para estudiar la neurotransmisión colinérgica en sistemas simples como el nematodo C. elegans.
La exposición a altas cantidades de aldicarb puede causar debilidad, visión borrosa, dolor de cabeza, náuseas, lagrimeo, sudoración y temblores en humanos. Las dosis altas pueden ser fatales para los humanos porque pueden paralizar el sistema respiratorio. Los individuos expuestos a esta sustancia pueden intoxicarse a través de la vías oral y dérmica. Estudios de laboratorio han demostrado que en las ratas los síntomas de intoxicación aparecen 5 minutos después de ingerir una dosis, siendo un 5% el que pasa al metabolismo, mientras que el resto es expulsado a través de las heces y orina. Sin embargo, la toxicidad dérmica es aproximadamente 1000 veces superior que la de cualquier otro carbamato.
En los seres humanos la principal ruta de exposición viene tras el consumo de agua potable y alimentos contaminados con el pesticida. No se le debe restar importancia a la contaminación a través de la piel y por vía oral. La mayoría de los casos se debe a una mala manipulación del producto (exceso de dosis), aunque también es posible que se hayan ido acumulando en pozos gracias a la escorrentía.
Los envenenamientos con carbamatos tienen unos efectos muy similares a los que se presentan con los organofosforados, siendo estos últimos algo más prolongados en el tiempo. Los efectos con aldicarb disminuyen en periodos de 6 horas si la ingestión o el contacto ha sido leve, aunque pueden ser tiempos muy superiores si la víctima ha estado expuesta a un alto contacto.
Los signos y síntomas pueden clasificarse en dos grupos:
- Muscarínicos,[11] que resultan de la estimulación de los receptores en tejidos lisos, concretamente alrededor del corazón y las glándulas. Síntomas:

1. Dificultades respiratorias por broncoconstricción.
2. Aumento de secreciones salivares y sudoraciones.
3. Náuseas y vómitos.
4. Diarreas y micciones involuntarias.
5. Calambres abdominales.

- Nicotínicos,[11] son consecuencia de la acumulación de acetilcolina en las terminaciones de los nervios motores comunicados con los músculos esqueléticos y los ganglios, provocan:

1. Fatiga, debilidad y calambres.
2. Alta presión arterial e hiperglucemia.

## Efectos ambientales
Aldicarb tiene graves efectos negativos sobre el suelo, aguas y los organismos circundantes a las zonas donde se aplica el producto. Sus propias características químicas hacen que sea sencilla su capacidad de infiltrarse en el agua. No es capaz de degradarse en aguas subterráneas a pH neutros y ácidos, por lo tanto es fácil que acabe a través de la infiltración y de la escorrentía en las reservas de agua potable que consumen los seres vivos.
Se han demostrado altos grados de bioacumulación en zonas terrestres que son levemente contrarrestados por la acción de bacterias y fenómenos naturales como la incidencia de la luz solar. En los ecosistemas acuáticos no se bioacumula, pero sí provoca daños graves sobre la vida acuática.
Es potencialmente dañino para las aves, con muy pequeña cantidad de aldicarb (del tamaño de gránulos), se ha demostrado en el laboratorio que es suficiente para matar hasta el 80% de los gorriones domésticos (Passer domesticus) y el 40% de los mirlos (Turdus merula) de las poblaciones muestra utilizadas. Estas dosis pueden llegar a las aves por el consumo de insectos o lombrices que ya han asimilado el tóxico.
Durante los procesos de eliminación de plagas agrícolas y hortícolas, también son intoxicados por aldicarb insectos como las abejas y las lombrices que son necesarios para el buen rendimiento de los cultivos eliminándose así especies beneficiosas para la agricultura.